# Прудищи (Тульская область)
Прудищи — село в Венёвском районе Тульской области России.
В рамках административно-территориального устройства является центром Прудищинского сельского округа Венёвского района, в рамках организации местного самоуправления входит в Центральное сельское поселение.

## География
Расположено в 57 км к северо-востоку от Тулы и в 12 км к северо-востоку от райцентра города Венёв.

## Население
| 2002 | 2010 |
| ---- | ---- |
| 439  | ↗503 |

Население — 503 чел. (2010).